# Giufos
Giufos foi um assentamento romano na extinta província de África Proconsular, no território da atual Tunísia, que foi identificado com a atual cidade de Bir-Mecherga. Desde 1933, é uma sé titular da Igreja Católica.
| Bispos titulares |                                            |                                         |                         |                        |
| Ordem            | Nome                                       | Cargo                                   | De                      | A                      |
| 1                | Dom John Baptist Hubert Theunissen, S.M.M. | Vigário Apostólico de Shire             | 25 de Dezembro de 1949  | 25 de Abril de 1959    |
| 2                | Dom Bogdan Stefanov Dobranov               | Vigário Apostólico de Sófia             | 10 de Outubro 1959      | 14 de Dezembro de 1958 |
| 3                | Dom Petar Čule                             | Bispo de Mostar-Duvno                   | 14 de Setembro 1980     | 29 de Julho 1985       |
| 4                | Dom Édouard Mathos                         | Bispo Auxiliar de Bossangoa             | 28 de Agosto de 1987    | 6 de Novembro de 2004  |
| 5                | Dom Tomé Ferreira da Silva                 | bispo auxiliar de São Paulo             | 09 de Março de 2005     | 26 de Setembro 2012    |
| 6                | Dom José Mário Angonese                    | bispo auxiliar de Curitiba              | 20 de Fevereiro de 2013 | 31 de Maio de 2017     |
| 7                | Dom Jesús Castro Marte                     | bispo auxiliar de Santo Domingo         | 1 de Julho de 2017      | 30 de Maio de 2020     |
| 8                | Dom Valter Magno de Carvalho               | bispo auxiliar de São Salvador da Bahia | 4 de Novembro de 2020   | 22 de Maio de 2025     |